# Whatever!
Whatever! is de zevende single van de Party Animals en de eerste van hun derde album Hosanna Superstar. Dit is het enige nummer waar Sugarbaby credits voor krijgt. Eerder had ze al onder andere Have You Ever Been Mellow, Aquarius en Atomic ingezongen.

Het nummer stond 3 weken in de Nederlandse Top 40, waarvan 2 weken op nummer 35. Het nummer stond niet in de jaarlijst van 1998.

## Cd-single
1. "Whatever! (Flamman & Abraxas radio mix)"
2. "Step Into The Afterlife"
3. "Blow Your Brains Out"
4. "Cold Warning"

## Hitnotering
| "Whatever!" in de Nederlandse Top 40 | "Whatever!" in de Nederlandse Top 40 | "Whatever!" in de Nederlandse Top 40 | "Whatever!" in de Nederlandse Top 40 | "Whatever!" in de Nederlandse Top 40 |
| Week                                 | 1                                    | 2                                    | 3                                    |                                      |
| ------------------------------------ | ------------------------------------ | ------------------------------------ | ------------------------------------ | ------------------------------------ |
| Nummer                               | 35                                   | 35                                   | 37                                   | uit                                  |